# 다카라즈카 가극단 59기생
다카라즈카 가극단 59기생은 1971년에 다카라즈카 음악학교에 입학, 1973년에 다카라즈카 가극단에 입단한 49명을 가리킨다.

## 개요
초무대 연목은 호시구미 공연 「꽃아지랑이(花かげろう) / 라 라 판타시크」이다.

## 주요 학생

### OG
- 다이치 마오 : 전 츠키구미 톱스타
- 타이라 미치 : 전 유키구미 톱스타
- 스가타 하루카 : 전 호시구미 톱여역

### 현역
- 이츠키 치히로 (옛 예명 : 코이 노보루) : 전과 남역

## 일람
| 예명            | 생일      | 출신지                             | 출신 학교                        | 예명의 유래                                    | 애칭               | 역할 | 퇴단년도 | 비고                                            |
| --------------- | --------- | ---------------------------------- | -------------------------------- | ---------------------------------------------- | ------------------ | ---- | -------- | ----------------------------------------------- |
| 綾こまき        | 5월 18일  | 오사카부 오사카시                  | 소노다가쿠엔                     | 가족이 고안                                    | 아야코마, 유미짱   | 여역 | 1980년   |                                                 |
| 아야 코마키     | 5월 18일  | 오사카부 오사카시                  | 소노다가쿠엔                     | 가족이 고안                                    | 아야코마, 유미짱   | 여역 | 1980년   |                                                 |
| 杏うらら        | 1월 6일   | 도쿄도 메구로구                    | 세이비가쿠엔                     |                                                | 킨코               | 여역 | 1979년   |                                                 |
| 안 우라라       | 1월 6일   | 도쿄도 메구로구                    | 세이비가쿠엔                     |                                                | 킨코               | 여역 | 1979년   |                                                 |
| 育かつみ        | 4월 1일   | 오사카부 오사카시 히가시요도가와구 | 무코가와가쿠인                   | 자신을 이길 마음을 키우다                      | 오오카리           | 남역 | 1983년   |                                                 |
| 이쿠 카츠미     | 4월 1일   | 오사카부 오사카시 히가시요도가와구 | 무코가와가쿠인                   | 자신을 이길 마음을 키우다                      | 오오카리           | 남역 | 1983년   |                                                 |
| 稲葉かよ        | 4월 12일  | 도쿄도 코토구                      | 와요여자고쿠부다이고등학교       |                                                | 카요               | 여역 | 1980년   |                                                 |
| 이나바 카요     | 4월 12일  | 도쿄도 코토구                      | 와요여자고쿠부다이고등학교       |                                                | 카요               | 여역 | 1980년   |                                                 |
| 浦まつほ        | 6월 22일  | 도쿄도                             | 코우엔조시가쿠인                 | 백인일수에서 언니가 명명                       | 케미, 켄미         | 남역 | 2012년   | 여역 전환에 따라, 코우 아케미 (光あけみ)로 개명 |
| 우라 마츠호     | 6월 22일  | 도쿄도                             | 코우엔조시가쿠인                 | 백인일수에서 언니가 명명                       | 케미, 켄미         | 남역 | 2012년   | 여역 전환에 따라, 코우 아케미 (光あけみ)로 개명 |
| 英奈かほる      | 9월 4일   | 오사카부 토요나카시                | 바이카고등학교                   |                                                | 오이시             | 남역 | 1975년   |                                                 |
| 에이나 카오루   | 9월 4일   | 오사카부 토요나카시                | 바이카고등학교                   |                                                | 오이시             | 남역 | 1975년   |                                                 |
| 欧わたる        | 6월 23일  | 오이타현 우스키시                  | 오사카사쿠라즈카고등학교         |                                                | 히메               | 남역 | 1977년   |                                                 |
| 오우 와타루     | 6월 23일  | 오이타현 우스키시                  | 오사카사쿠라즈카고등학교         |                                                | 히메               | 남역 | 1977년   |                                                 |
| 凰月せりか      | 1월 30일  | 교토부 교토시                      | 다카라즈카중학교                 |                                                | 타카요             | 남역 | 1975년   |                                                 |
| 오오즈키 세리카 | 1월 30일  | 교토부 교토시                      | 다카라즈카중학교                 |                                                | 타카요             | 남역 | 1975년   |                                                 |
| 風間イリヤ      | 10월 14일 | 도쿄도 세타가야구                  | 니카이도고등학교                 |                                                | 키-코, 이리야      | 남역 | 1986년   | 후에 여역 전환                                  |
| 카자마 이리야   | 10월 14일 | 도쿄도 세타가야구                  | 니카이도고등학교                 |                                                | 키-코, 이리야      | 남역 | 1986년   | 후에 여역 전환                                  |
| 楫竜子          | 10월 20일 | 도쿄도 스기나미구                  | 후지미가오카여자고등학교         | 토호 사장이 선택                               | 미호               | 여역 | 1978년   |                                                 |
| 카지 류코       | 10월 20일 | 도쿄도 스기나미구                  | 후지미가오카여자고등학교         | 토호 사장이 선택                               | 미호               | 여역 | 1978년   |                                                 |
| 鯉のぼる        | 5월 11일  | 치바현 야치요시                    | 오챠노미즈여자대학부속고등학교   |                                                | HIRO               | 남역 |          | 후에 이츠키 치히로 (一樹千尋)로 개명            |
| 코이 노보루     | 5월 11일  | 치바현 야치요시                    | 오챠노미즈여자대학부속고등학교   |                                                | HIRO               | 남역 |          | 후에 이츠키 치히로 (一樹千尋)로 개명            |
| 湖条千秋        | 10월 30일 | 효고현 고베시 효고구               | 오사카교육대학부속이케다고등학교 |                                                | 치아키             | 남역 | 1979년   | 후에 여역 전환                                  |
| 코죠 치아키     | 10월 30일 | 효고현 고베시 효고구               | 오사카교육대학부속이케다고등학교 |                                                | 치아키             | 남역 | 1979년   | 후에 여역 전환                                  |
| 琴さおり        | 7월 17일  | 도쿄도 오오타구                    | 호우바이중학교                   |                                                | 미치코, 도지짱     | 여역 | 1977년   |                                                 |
| 코토 사오리     | 7월 17일  | 도쿄도 오오타구                    | 호우바이중학교                   |                                                | 미치코, 도지짱     | 여역 | 1977년   |                                                 |
| 沙智薫          | 6월 17일  | 오사카부 히라카타시                | 히라카타고등학교                 |                                                | 맛짱               | 남역 | 1974년   |                                                 |
| 사치 카오루     | 6월 17일  | 오사카부 히라카타시                | 히라카타고등학교                 |                                                | 맛짱               | 남역 | 1974년   |                                                 |
| 沢奈もえ        | 8월 25일  | 아키타현                           | 고베카이세이죠시가쿠인           |                                                | 마-짱              | 남역 | 1981년   |                                                 |
| 사와나 모에     | 8월 25일  | 아키타현                           | 고베카이세이죠시가쿠인           |                                                | 마-짱              | 남역 | 1981년   |                                                 |
| 紫城いずみ      | 5월 15일  | 후쿠오카현 키타큐슈시              | 伊予三島市立西中学校             | 좋아하는 글자, 본명                            | 잇코               | 여역 | 1985년   |                                                 |
| 시키 이즈미     | 5월 15일  | 후쿠오카현 키타큐슈시              | 伊予三島市立西中学校             | 좋아하는 글자, 본명                            | 잇코               | 여역 | 1985년   |                                                 |
| 四季乃花恵      | 12월 7일  | 효고현 고베시 히가시나다구         | 테즈카야마가쿠인                 |                                                | 란코               | 여역 | 1980년   |                                                 |
| 시키노 하나에   | 12월 7일  | 효고현 고베시 히가시나다구         | 테즈카야마가쿠인                 |                                                | 란코               | 여역 | 1980년   |                                                 |
| 紫乃路りさ      | 10월 20일 | 후쿠오카현 오오무타시              | 세이죠가쿠엔                     | 좋아하는 책의 주인공 이름                      | 리사               | 여역 | 1975년   |                                                 |
| 시노지 리사     | 10월 20일 | 후쿠오카현 오오무타시              | 세이죠가쿠엔                     | 좋아하는 책의 주인공 이름                      | 리사               | 여역 | 1975년   |                                                 |
| 紫摩はるき      | 10월 17일 | 오사카부토요나카시                 | 바이카중학교                     |                                                | 준페이             | 남역 | 1977년   |                                                 |
| 시마 하루키     | 10월 17일 | 오사카부토요나카시                 | 바이카중학교                     |                                                | 준페이             | 남역 | 1977년   |                                                 |
| 謝美世          | 5월 15일  | 타이완 먀오리현                    | 타이베이 세계신문전과학교        | 본명                                           | 미요짱, 샤짱       | 여역 | 1979년   |                                                 |
| 샤 미요         | 5월 15일  | 타이완 먀오리현                    | 타이베이 세계신문전과학교        | 본명                                           | 미요짱, 샤짱       | 여역 | 1979년   |                                                 |
| 志和杏子        | 1월 24일  | 교토부 교토시                      | 도시샤여자고등학교               | 아버지의 출신지                                | 쿳코, 아이         | 남역 | 1978년   | 스와 아이 (諏訪アイ)로 개명 딸 스와 사키 (99)   |
| 시와 쿄코       | 1월 24일  | 교토부 교토시                      | 도시샤여자고등학교               | 아버지의 출신지                                | 쿳코, 아이         | 남역 | 1978년   | 스와 아이 (諏訪アイ)로 개명 딸 스와 사키 (99)   |
| 真もえる        | 9월 10일  | 오사카부 오사카시                  | 오사카죠가쿠인                   | 참된 것으로 향하여 타오르듯                    | 나나에짱           | 남역 | 1979년   |                                                 |
| 신 모에루       | 9월 10일  | 오사카부 오사카시                  | 오사카죠가쿠인                   | 참된 것으로 향하여 타오르듯                    | 나나에짱           | 남역 | 1979년   |                                                 |
| 陣夏実          | 8월 1일   | 도쿄도                             | 카와무라가쿠엔                   |                                                | 아-치-             | 남역 | 1982년   |                                                 |
| 진 나츠미       | 8월 1일   | 도쿄도                             | 카와무라가쿠엔                   |                                                | 아-치-             | 남역 | 1982년   |                                                 |
| 姿晴香          | 9월 7일   | 도쿄도 미나토구                    | 오유가쿠엔                       |                                                | 케이코짱, 루카     | 남역 | 1983년   | 후에 여역 전환                                  |
| 스가타 하루카   | 9월 7일   | 도쿄도 미나토구                    | 오유가쿠엔                       |                                                | 케이코짱, 루카     | 남역 | 1983년   | 후에 여역 전환                                  |
| 芹まちか        | 7월 21일  | 오사카부 미노오시                  | 바이카가쿠엔                     | 가족이 고안                                    | 세리               | 남역 | 1985년   |                                                 |
| 세리 마치카     | 7월 21일  | 오사카부 미노오시                  | 바이카가쿠엔                     | 가족이 고안                                    | 세리               | 남역 | 1985년   |                                                 |
| 泉奈都子        | 7월 25일  | 효고현 이타미시                    | 바이카가쿠엔                     |                                                | 윤짱               | 여역 | 1974년   |                                                 |
| 센 나츠코       | 7월 25일  | 효고현 이타미시                    | 바이카가쿠엔                     |                                                | 윤짱               | 여역 | 1974년   |                                                 |
| 大地真央        | 2월 5일   | 효고현 스모토시                    | 스하마중학교                     | 대지를 디딤돌 삼아 똑바로 나아가다             | 마오               | 남역 | 1985년   |                                                 |
| 다이치 마오     | 2월 5일   | 효고현 스모토시                    | 스하마중학교                     | 대지를 디딤돌 삼아 똑바로 나아가다             | 마오               | 남역 | 1985년   |                                                 |
| 平みち          | 2월 2일   | 효고현 니시노미야시                | 쇼와중학교                       | 본명                                           | 모사, 미치, 모사쿠 | 남역 | 1988년   |                                                 |
| 타이라 미치     | 2월 2일   | 효고현 니시노미야시                | 쇼와중학교                       | 본명                                           | 모사, 미치, 모사쿠 | 남역 | 1988년   |                                                 |
| 多岐あずさ      | 2월 24일  | 도쿄도 치요다구                    | 미타고등학교                     | 지인이 명명                                    | 치요미, 타키       | 남역 | 1980년   |                                                 |
| 타키 아즈사     | 2월 24일  | 도쿄도 치요다구                    | 미타고등학교                     | 지인이 명명                                    | 치요미, 타키       | 남역 | 1980년   |                                                 |
| 珠希あやめ      | 8월 13일  | 오사카부 오사카시                  | 세이케이가쿠엔                   |                                                | 무우, 아야메       |      | 1974년   |                                                 |
| 타마키 아야메   | 8월 13일  | 오사카부 오사카시                  | 세이케이가쿠엔                   |                                                | 무우, 아야메       |      | 1974년   |                                                 |
| 団なつき        | 11월 26일 | 도쿄도 아라카와구                  | 무사시노죠시가쿠인               |                                                | 쿠니               | 남역 | 1980년   |                                                 |
| 단 나츠키       | 11월 26일 | 도쿄도 아라카와구                  | 무사시노죠시가쿠인               |                                                | 쿠니               | 남역 | 1980년   |                                                 |
| 千原悠利        | 6월 4일   | 카나가와현 요코하마시 호도가야구   | 요코하마공립학원                 |                                                | 히로미, 오바       | 남역 | 1979년   |                                                 |
| 치하라 유우리   | 6월 4일   | 카나가와현 요코하마시 호도가야구   | 요코하마공립학원                 |                                                | 히로미, 오바       | 남역 | 1979년   |                                                 |
| 南美路遥子      | 12월 6일  | 도쿄도 아다치구                    | 이타미시립이타미고등학교         | 본명, 남쪽의 아름다운 길이 아득하니 이어지도록 | 미-코, 미나코      | 여역 | 1976년   |                                                 |
| 나미지 요코     | 12월 6일  | 도쿄도 아다치구                    | 이타미시립이타미고등학교         | 본명, 남쪽의 아름다운 길이 아득하니 이어지도록 | 미-코, 미나코      | 여역 | 1976년   |                                                 |
| 花尾まき        | 9월 26일  | 카나가와현 요코스카시              | 옷파마고등학교                   | 존경하는 선생님이 명명                         | 논논               | 여역 | 1975년   |                                                 |
| 하나오 마키     | 9월 26일  | 카나가와현 요코스카시              | 옷파마고등학교                   | 존경하는 선생님이 명명                         | 논논               | 여역 | 1975년   |                                                 |
| 飛騨翠          | 11월 6일  | 효고현 아시야시                    | 아시야시립아시야고등학교         |                                                | 모코               | 남역 | 1981년   |                                                 |
| 히다 미도리     | 11월 6일  | 효고현 아시야시                    | 아시야시립아시야고등학교         |                                                | 모코               | 남역 | 1981년   |                                                 |
| 広樹淳          | 5월 3일   | 카나가와현 치가사키시              | 키타카마쿠라가쿠엔               |                                                | 준코짱, 준         | 남역 | 1982년   |                                                 |
| 히로키 준       | 5월 3일   | 카나가와현 치가사키시              | 키타카마쿠라가쿠엔               |                                                | 준코짱, 준         | 남역 | 1982년   |                                                 |
| 北斗ひかる      | 5월 10일  | 아이치현 나고야시 나카무라구       | 스기야마가쿠엔                   | 밤하늘에 빛나는 북두칠성처럼                   | 핫파               | 남역 | 1990년   |                                                 |
| 호쿠토 히카루   | 5월 10일  | 아이치현 나고야시 나카무라구       | 스기야마가쿠엔                   | 밤하늘에 빛나는 북두칠성처럼                   | 핫파               | 남역 | 1990년   |                                                 |
| 槇さやか        | 1월 29일  | 치바현 마츠도시                    | 세이토쿠고등학교                 | 출신지의 현목(県木)                            | 후-코              | 남역 | 1978년   |                                                 |
| 마키 사야카     | 1월 29일  | 치바현 마츠도시                    | 세이토쿠고등학교                 | 출신지의 현목(県木)                            | 후-코              | 남역 | 1978년   |                                                 |
| 三神美百合      | 6월 11일  | 오사카부 오사카시                  | 쿄쿠요중학교                     |                                                | 카아루             | 남역 | 1978년   |                                                 |
| 미카미 미유리   | 6월 11일  | 오사카부 오사카시                  | 쿄쿠요중학교                     |                                                | 카아루             | 남역 | 1978년   |                                                 |
| 未沙のえる      | 12월 25일 | 효고현 아시야시                    | 고베야마테가쿠엔                 | 생일에서 따옴                                  | 마야               | 남역 | 2012년   |                                                 |
| 미사 노에루     | 12월 25일 | 효고현 아시야시                    | 고베야마테가쿠엔                 | 생일에서 따옴                                  | 마야               | 남역 | 2012년   |                                                 |
| 水沢柚紀        | 1월 24일  | 도쿄도 타이토구                    | 스기야마가쿠엔                   |                                                | 리에               |      | 1975년   |                                                 |
| 미즈사와 유키   | 1월 24일  | 도쿄도 타이토구                    | 스기야마가쿠엔                   |                                                | 리에               |      | 1975년   |                                                 |
| 未知あんり      | 12월 8일  | 오사카부 오사카시                  | 킨란카이고등학교                 |                                                | 마키               |      | 1974년   |                                                 |
| 미치 안리       | 12월 8일  | 오사카부 오사카시                  | 킨란카이고등학교                 |                                                | 마키               |      | 1974년   |                                                 |
| 水奈ゆきほ      | 3월 10일  | 도쿄도 치요다구                    | 야시오고등학교                   |                                                | 레이짱             | 여역 | 1979년   |                                                 |
| 미나 유키호     | 3월 10일  | 도쿄도 치요다구                    | 야시오고등학교                   |                                                | 레이짱             | 여역 | 1979년   |                                                 |
| 南万里代        | 3월 14일  | 카고시마현 이부스키시              | 카고시마준신죠시가쿠엔           | 출신지                                         | 스-짱              | 남역 | 1978년   |                                                 |
| 미나미 마리요   | 3월 14일  | 카고시마현 이부스키시              | 카고시마준신죠시가쿠엔           | 출신지                                         | 스-짱              | 남역 | 1978년   |                                                 |
| 美和ちぐさ      | 7월 31일  | 효고현 니시노미야시                | 아시야여자중학교                 |                                                | 치사짱             | 여역 | 1981년   | 후에 미와 아리 (美和亜里)로 개명                |
| 미와 치구사     | 7월 31일  | 효고현 니시노미야시                | 아시야여자중학교                 |                                                | 치사짱             | 여역 | 1981년   | 후에 미와 아리 (美和亜里)로 개명                |
| 萠季夏          | 3월 25일  | 오사카부 오사카시                  | 아마가사키키타고등학교           | 싹트는 계절의 여름처럼                         | 메이               | 남역 | 1980년   |                                                 |
| 모에기 나츠     | 3월 25일  | 오사카부 오사카시                  | 아마가사키키타고등학교           | 싹트는 계절의 여름처럼                         | 메이               | 남역 | 1980년   |                                                 |
| 山城はるか      | 8월 13일  | 도쿄도 신주쿠구                    | 카와무라가쿠엔                   | 지인이 명명                                    | 키케               | 남역 | 1984년   |                                                 |
| 야마시로 하루카 | 8월 13일  | 도쿄도 신주쿠구                    | 카와무라가쿠엔                   | 지인이 명명                                    | 키케               | 남역 | 1984년   |                                                 |
| 由美ましろ      | 1월 11일  | 오사카부                           | 미하라중학교                     | 존경하는 선생님이 명명                         | 페코               |      | 1973년   |                                                 |
| 유미 마시로     | 1월 11일  | 오사카부                           | 미하라중학교                     | 존경하는 선생님이 명명                         | 페코               |      | 1973년   |                                                 |
| 嵐さがの        | 6월 7일   | 교토부 교토시 우쿄구               | 교토부립사가노고등학교           | 출신지                                         | 미나짱             | 남역 | 1977년   |                                                 |
| 란 사가노       | 6월 7일   | 교토부 교토시 우쿄구               | 교토부립사가노고등학교           | 출신지                                         | 미나짱             | 남역 | 1977년   |                                                 |